# Oidosoma
Oidosoma là một chi bọ cánh cứng trong họ Chrysomelidae.
Chi này được miêu tả khoa học năm 1891 bởi Quedenfedt.

## Các loài
Chi này gồm các loài:
- Oidosoma confusum Daccordi, 2001